# Långanäsjöbaden
Långanäsjöbaden är en badplats och ett fritidshusområde vid Långanäsasjön sydväst om Eksjö i Eksjö kommun.
Från 2015 avgränsade SCB här en småort.  Vid avgränsningen 2020 klassades bebyggelsen som en del av tätorten Eksjö.